# Skulpturenpark Pinakotheken

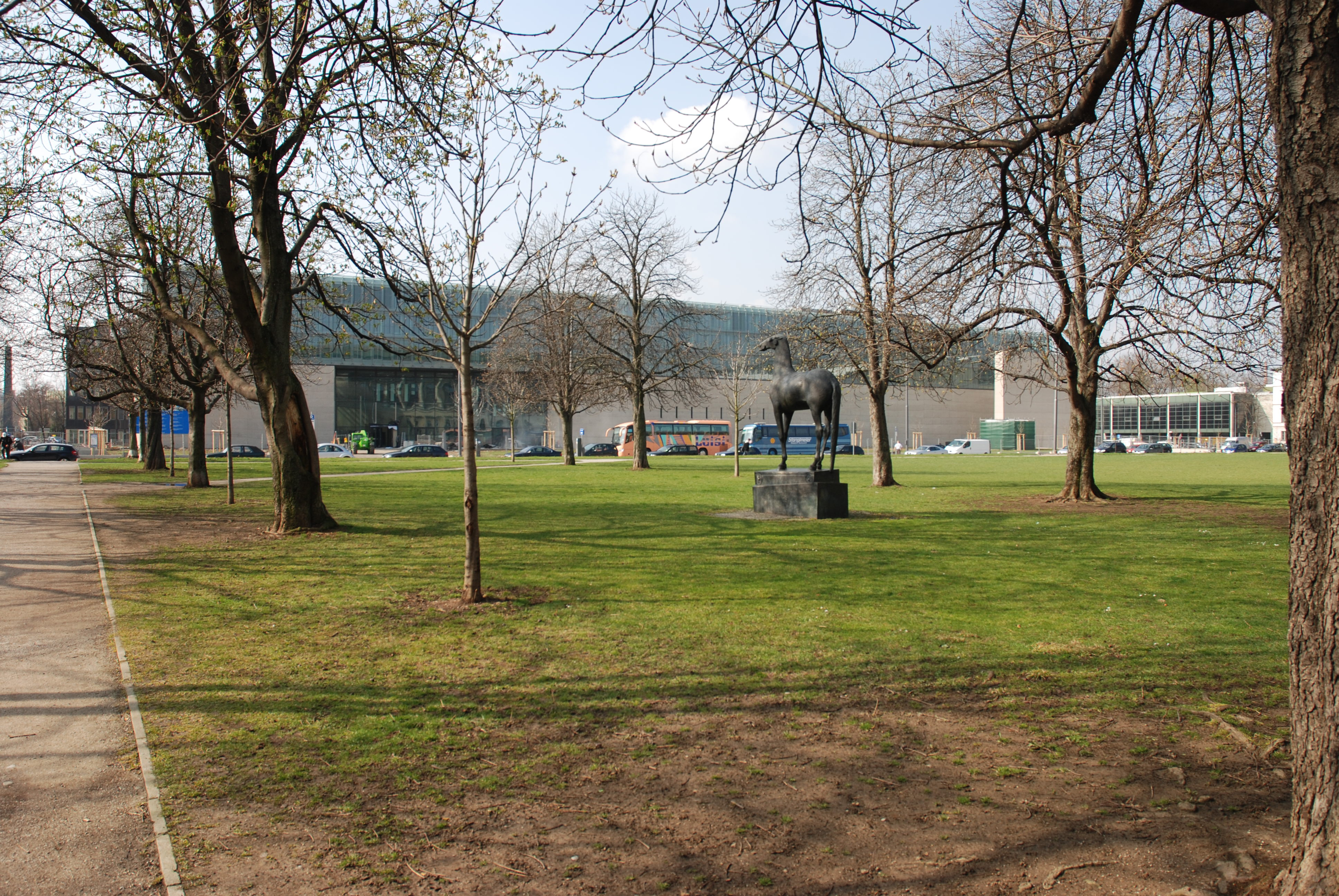
Staatlisches Museum Ägyptischer Kunst med Hans Wimmers Trojansk häst i förgrunden.

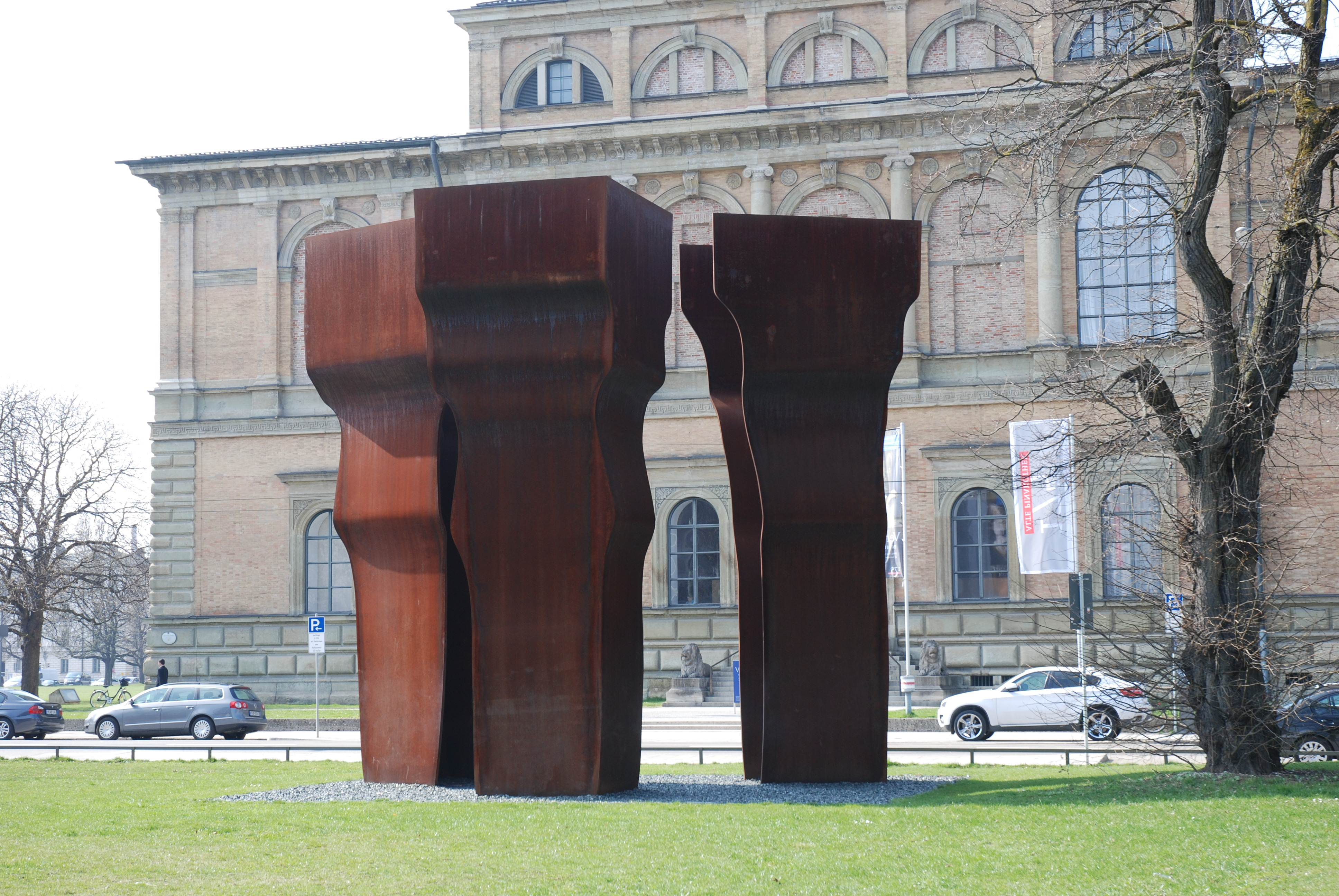
Eduardo Chillidas Buscando la luz med östra kortsidan av Alte Pinakothek i bakgrunden.

Skulpturenpark Pinakotheken är en skulpturpark i München.
Skulpturenpark Pinakothek finns i området runt och mellan de tre delstatliga konstmuseerna Alte Pinakothek, Neue Pinakothek och Pinakothek der Moderne inom Kunstareal München.
Nedanstående skulpturer finns i området:
- Hermann Hahn: Rossebändiger, brons, 1961, Arcisstrasse
- Bernhard Bleeker: Rossebändiger, brons, Arcisstrasse, 1931 (endast hästföraren)
- Henry Moore: Stor liggande figur, brons, 1957, på gräsmattan mellan Alte och Neue Pinakothek
- Marino Marini: Miracolo, brons, vid ingången till Neue Pinakothek, 1959-60
- Toni Stadler: Aglaia, brons, 1961, i bassäng öster om huvudingången till Neue Pinakothek
- Henry Moore: Liggande kvinna, brons, 1969-70, framför västra delen av sydfasaden på Neue Pinakothek
- Erich Hauser: Doppelseule 23/70, 1970, på gräsmattan mellan Alte och Neue Pinakothek
- Fritz Koenig: Grosse zwei V, brons, 1973, Barerstrasse vid Neue Pinakothek
- Hans Wimmer: Trojansk häst, 1976-81, brons, söder om Alte Pinakothek
- Georg Brenninger: Kontinenter, 1964, brons, i bassäng vid sydöstra hörnet av Neue Pinakothek
- Eduardo Paolozzi: För Leonardo, 1986, Barerstrasse mellan Alte och Neue Pinakothek
- Eduardo Chillida: Buscando la luz, cortenstål, 1997, Barerstrasse mellan Alte Pinkothek och Pinakothek der Moderne
- Alf Lechner: Tillsammans, 1999, på gräsmattan mellan Alte och Neue Pinakothek
- Fritz Koenig: Grosse Biga, 2000, brons, på gräsmattan framför entrén till Alte Pinakothek

## Pinakotek

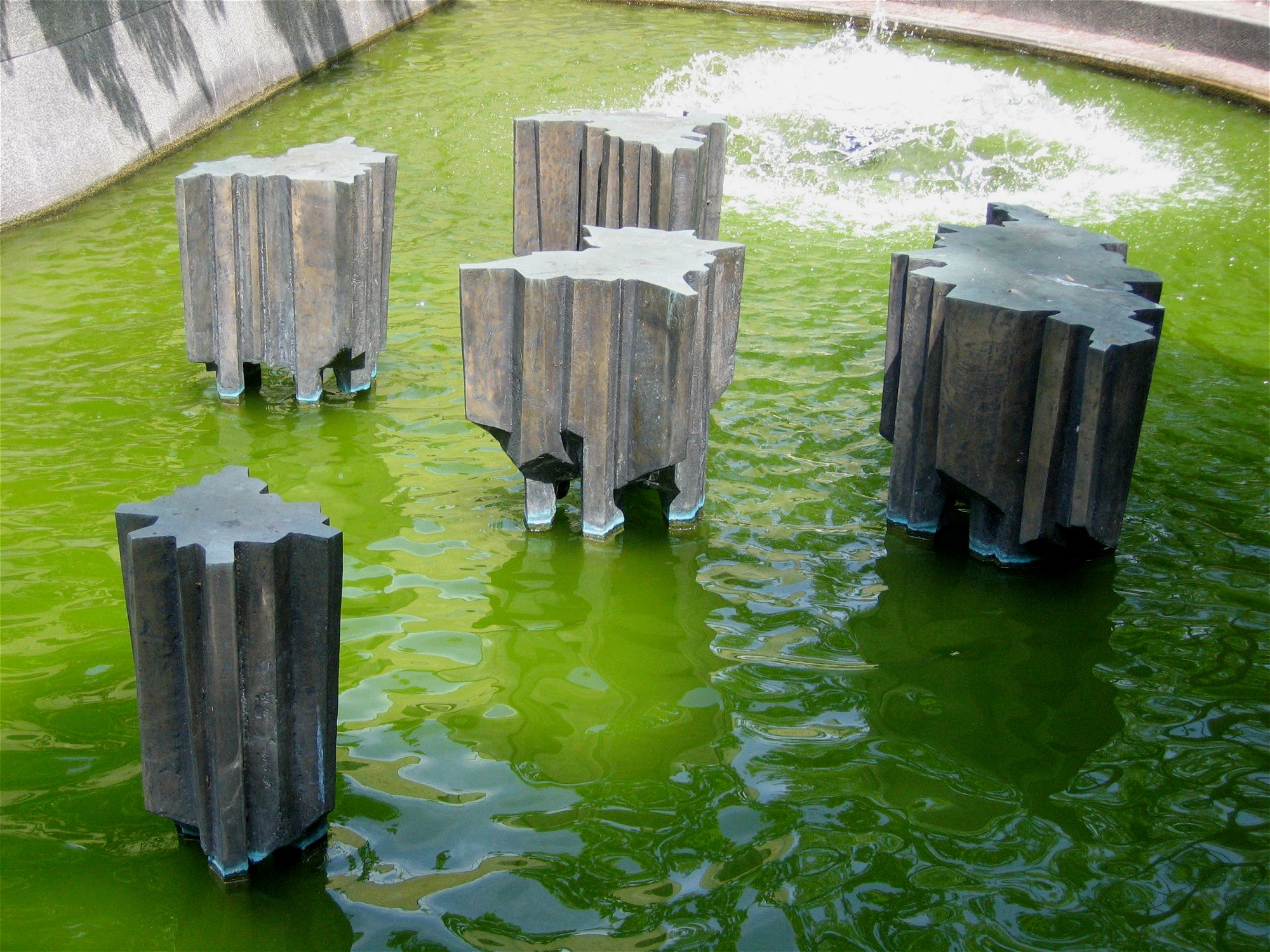
Georg Brenningers Erdteile, 1980
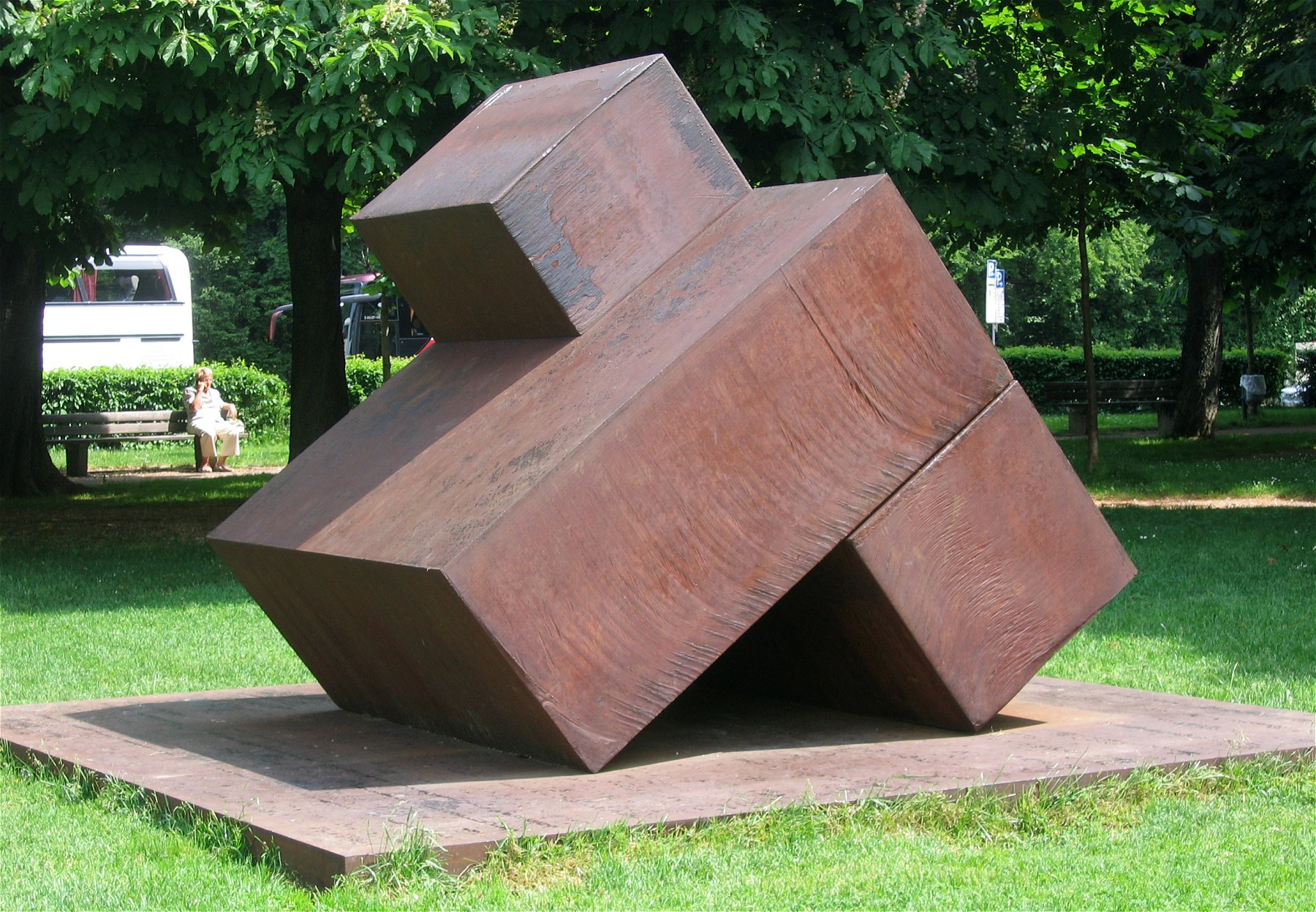
Alf Lechners Zueinander, 1999
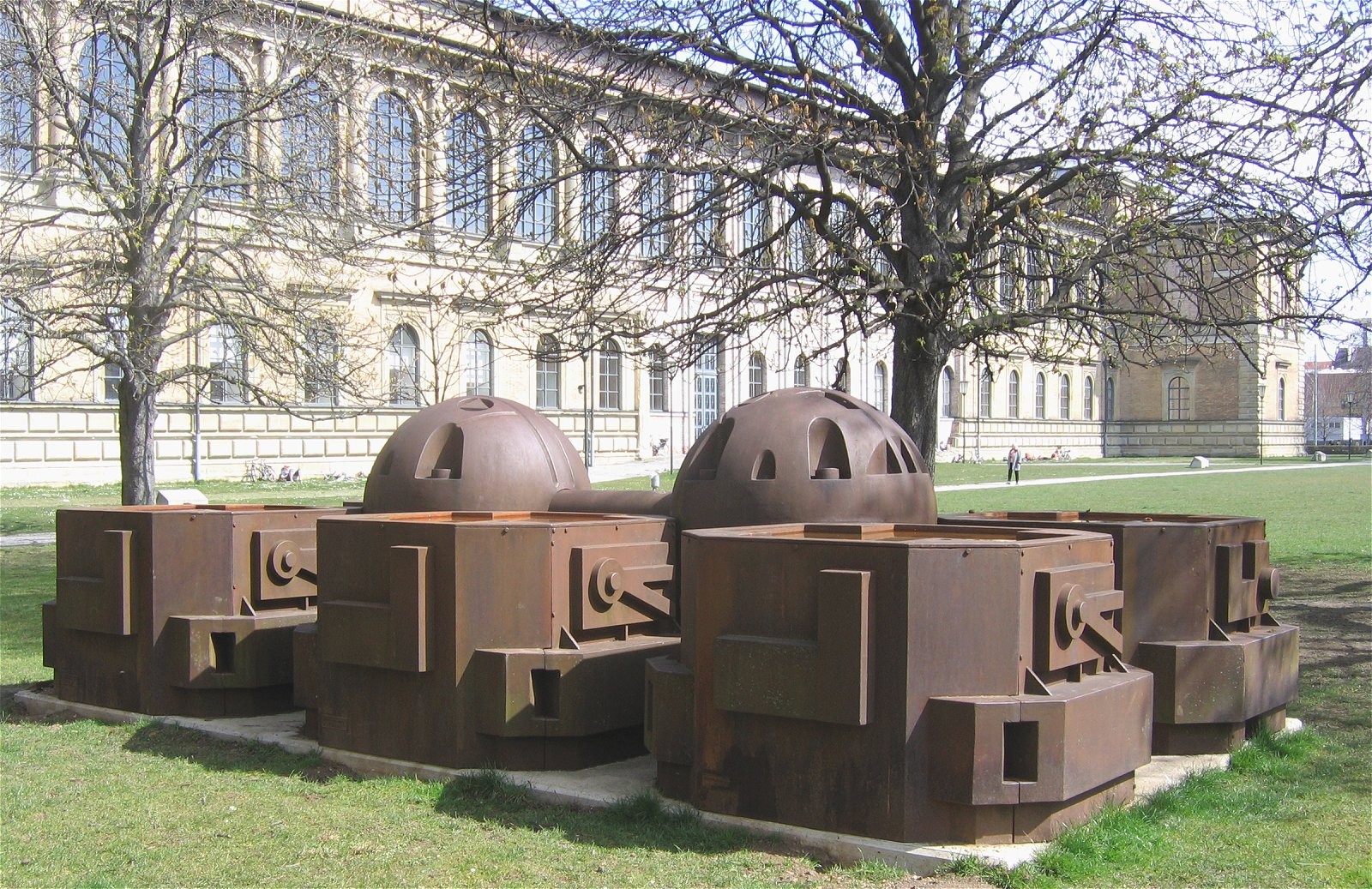
Ernesto Paolozzis För Leonardo, 1986
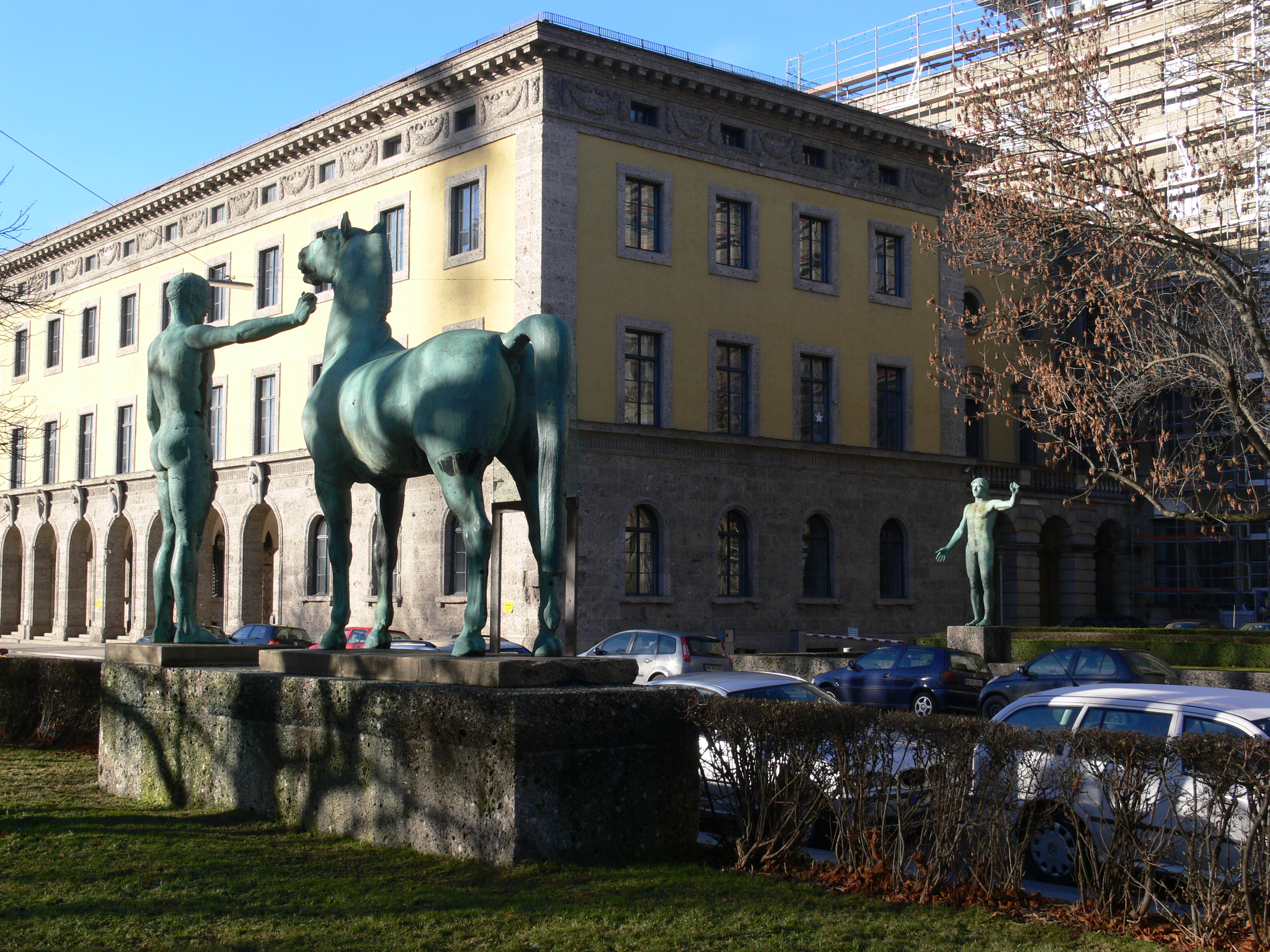
Herman HahnsRössebändiger i förgrunden, 1931. Till höger i bakgrunden Bernhard Bleekers Rössebändiger
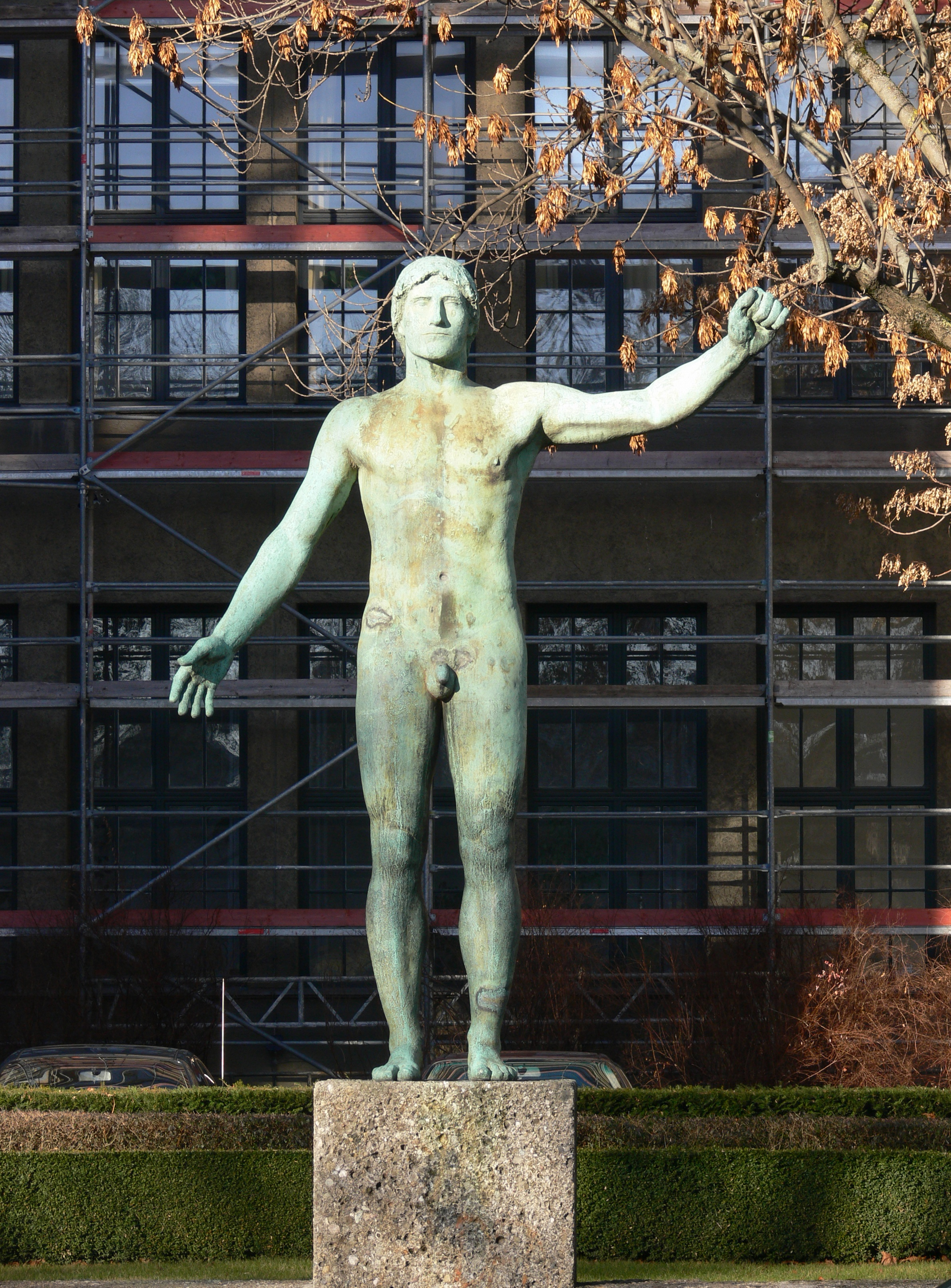
Bernhard BleekersRossebändiger, 1931
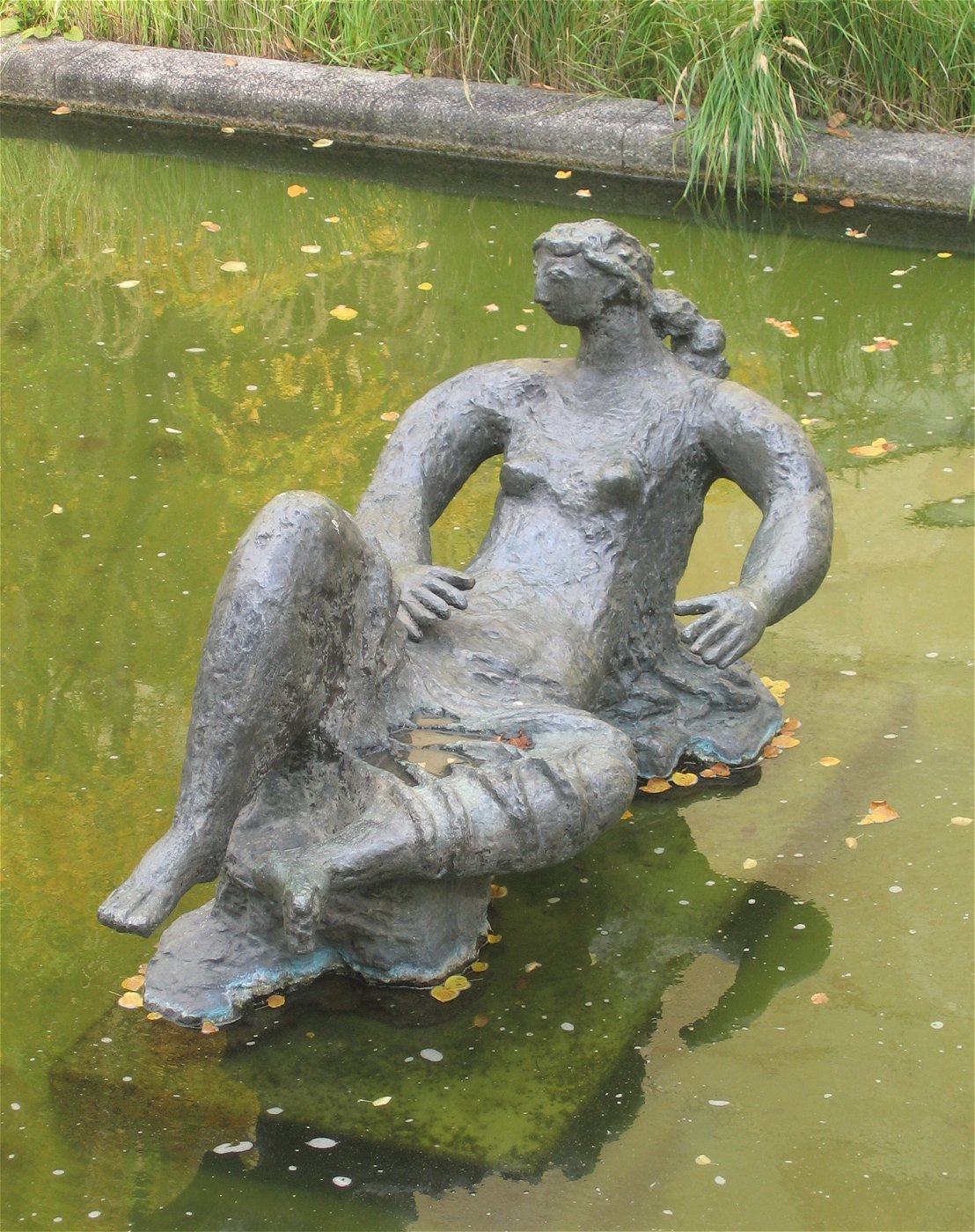
Toni Stadlers Aglaia, 1961
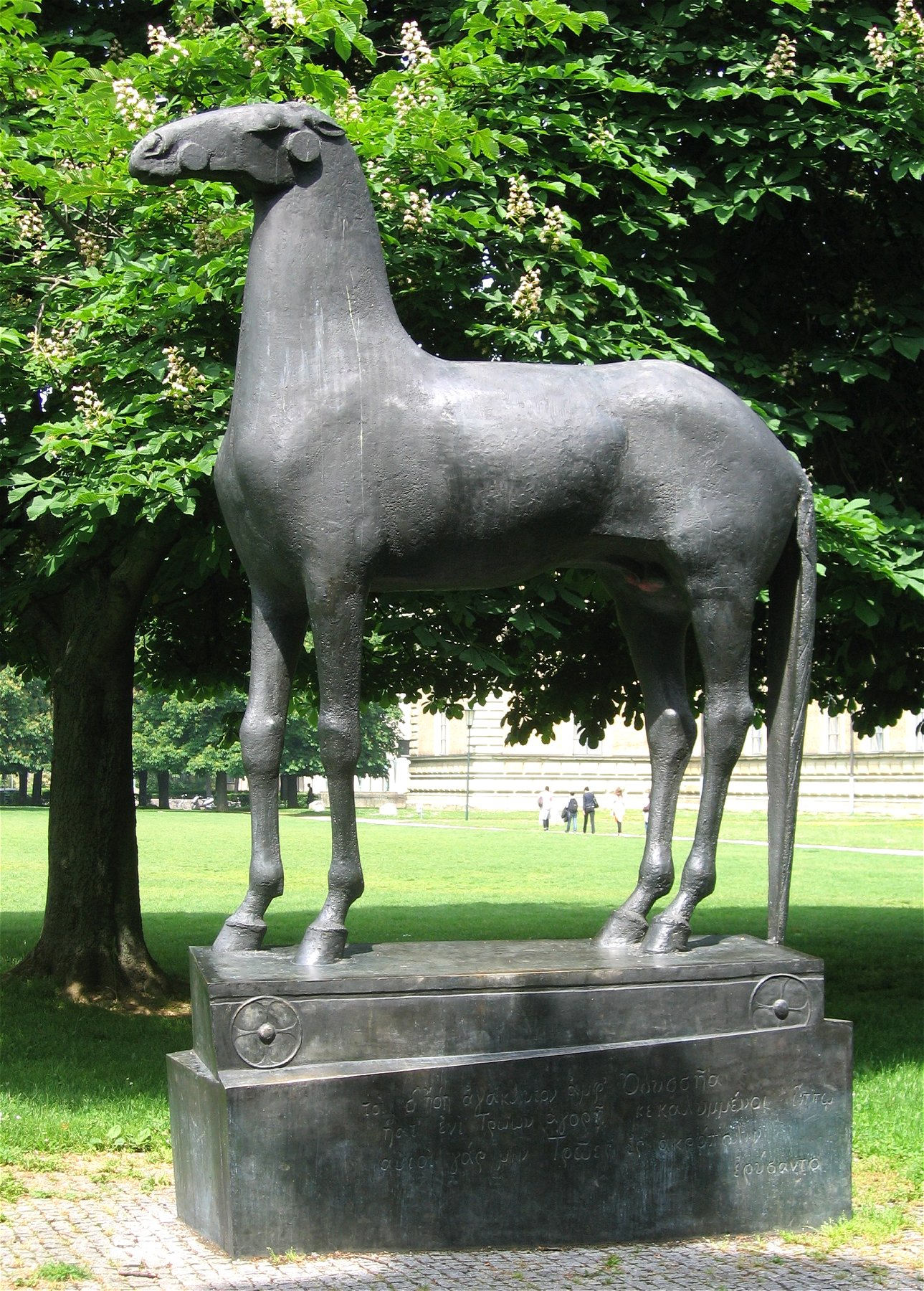
Hans WimmersTrojansk häst, 1976-81
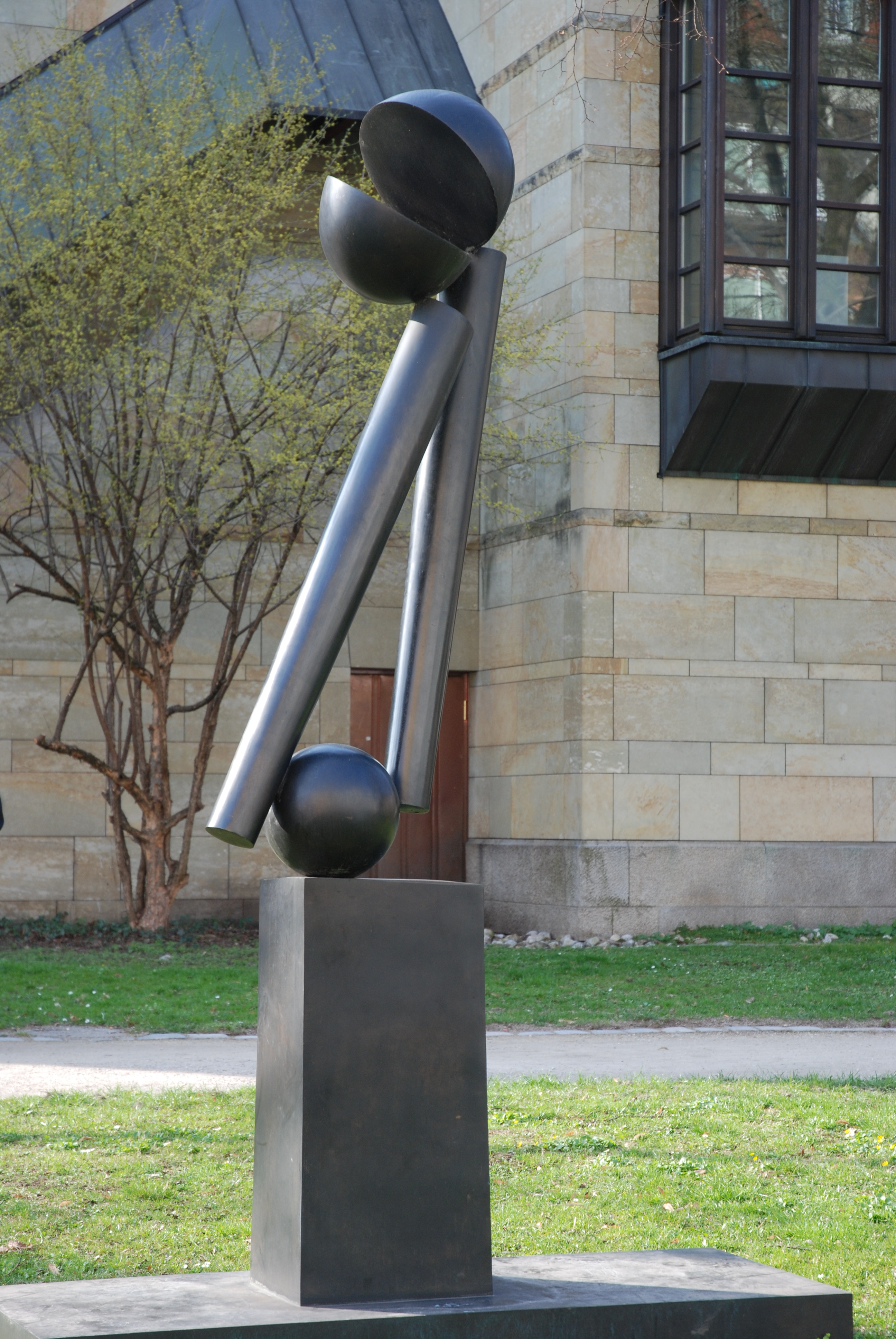
Frits Koenig´s Grosse zwei V
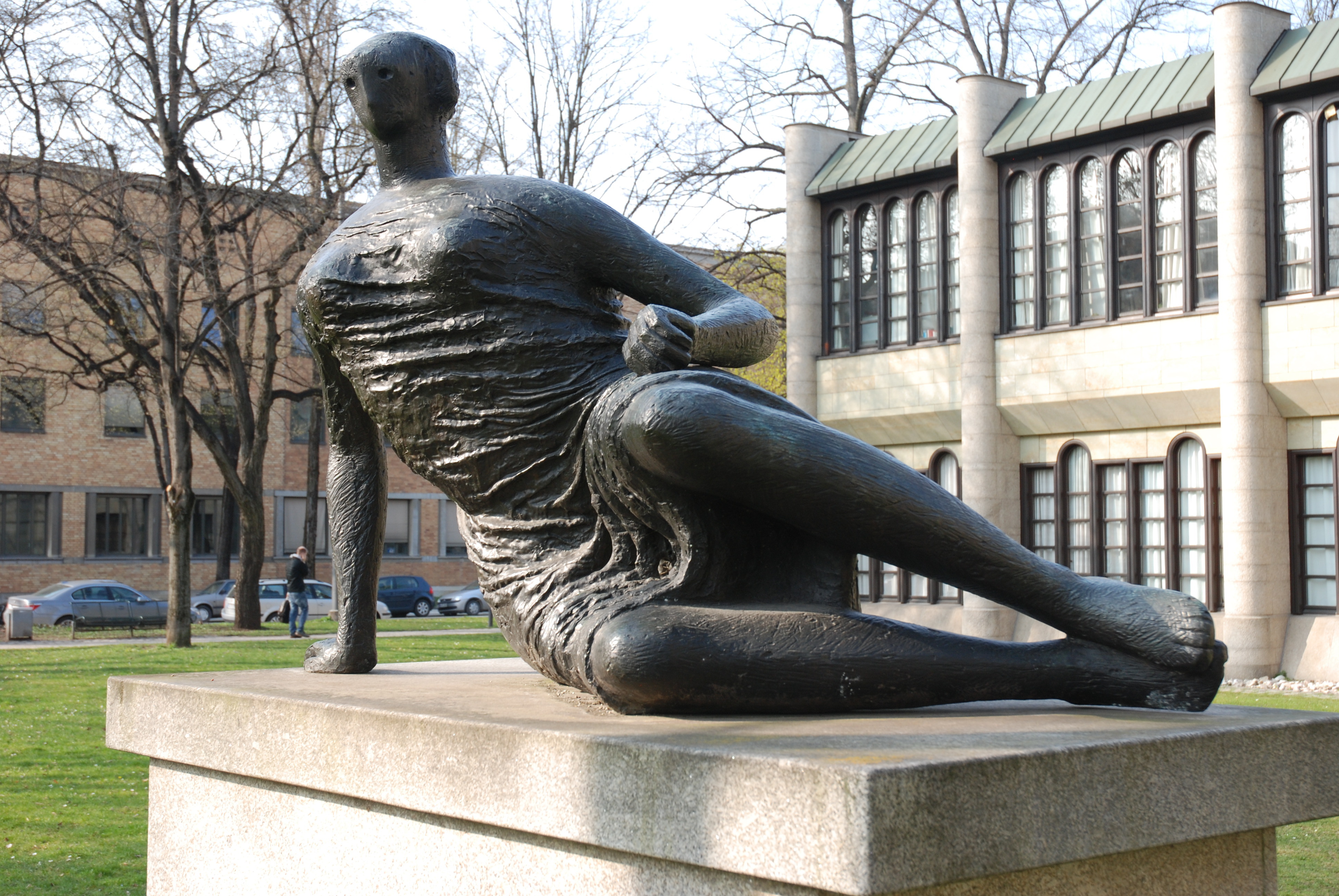
Henry Moore´s Grosse Liegende
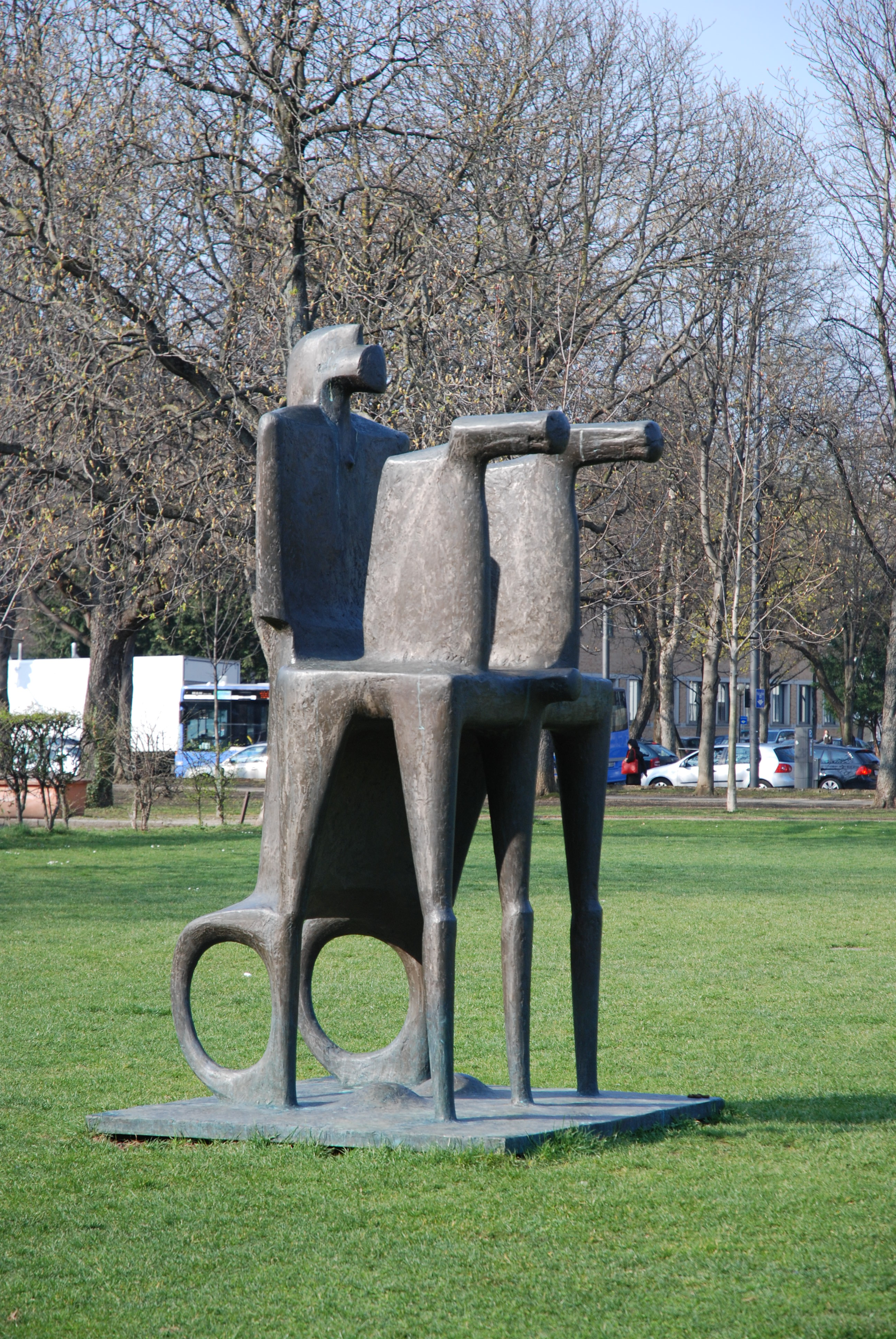
Fritz Koenig´s Grosse Biga
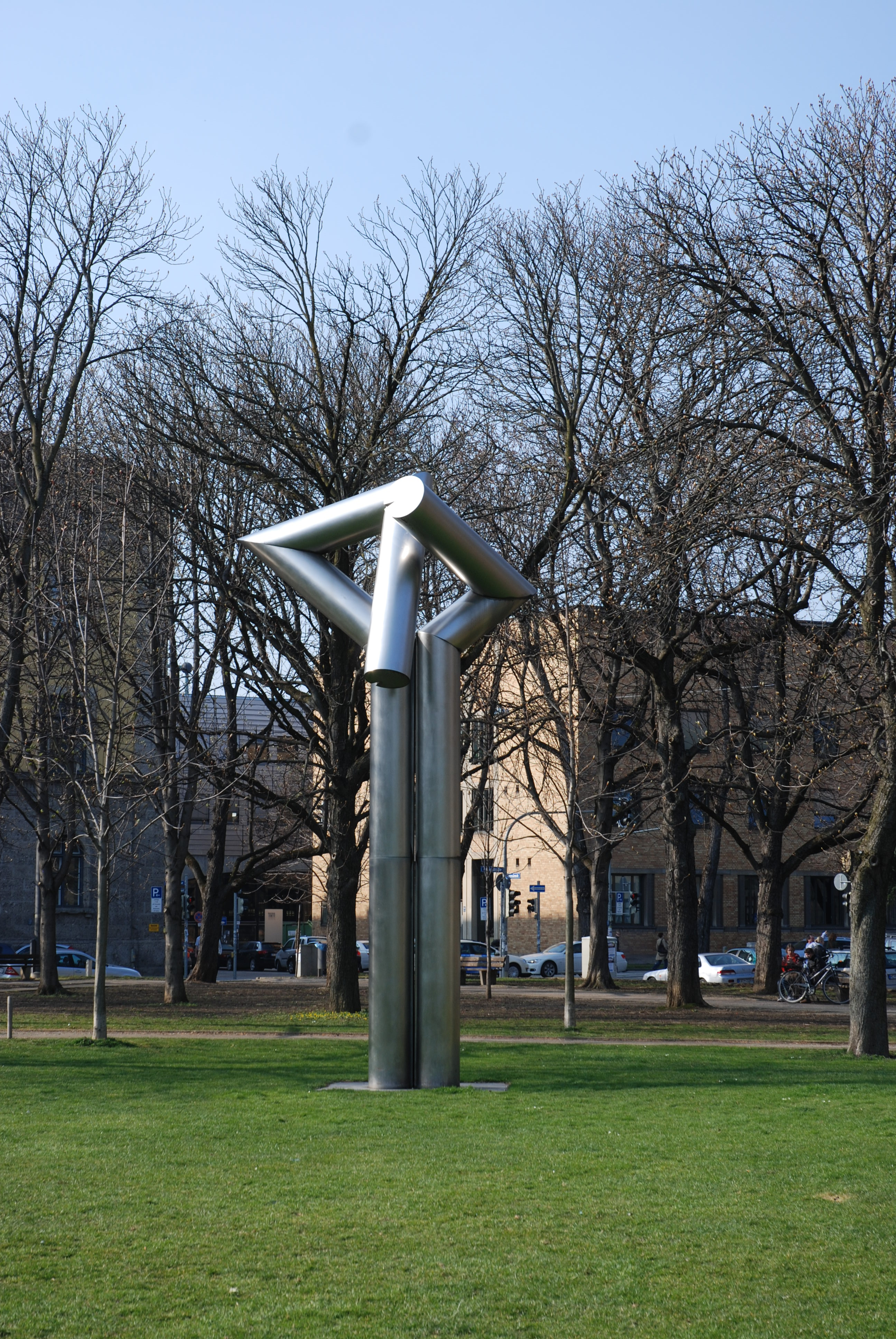
Erich Hauser´s Doppelseule